# Поєнешть
Поєнешть, Поєнешті (рум. Poienești) — село у повіті Васлуй в Румунії. Адміністративний центр комуни Поєнешть.
Село розташоване на відстані 266 км на північний схід від Бухареста, 14 км на захід від Васлуя, 61 км на південь від Ясс, 136 км на північ від Галаца.

## Населення
За даними перепису населення 2002 року у селі проживала 841 особа, з них 839 осіб (99,8%) румунів. Рідною мовою 839 осіб (99,8%) назвали румунську.